# Seqüenciador

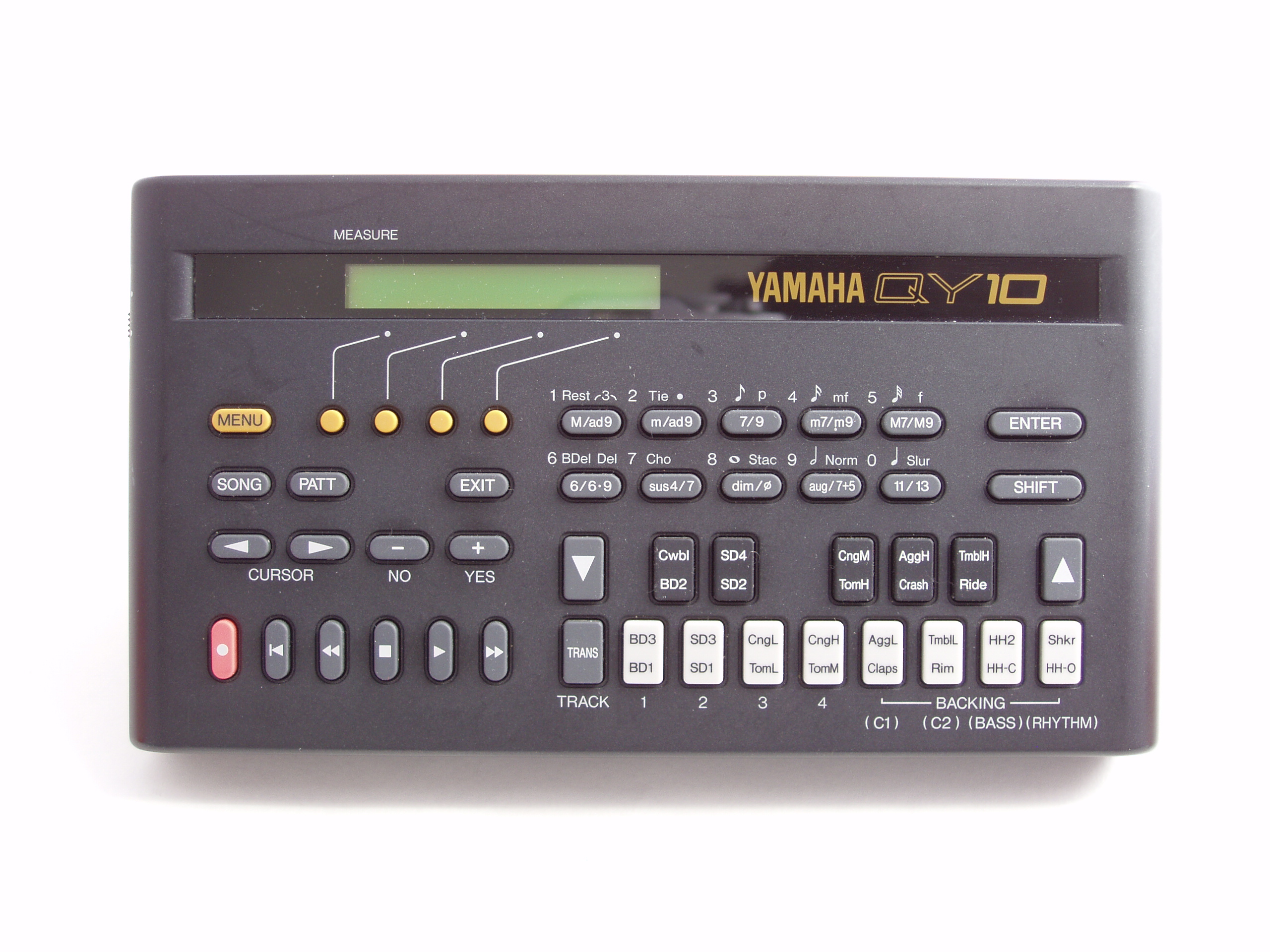
Petit seqüenciador digital de la casa Yamaha. Model QY10

Un seqüenciador és un dispositiu electrònic físic o una aplicació informàtica que permet programar i reproduir música forma seqüencial. Utilitza una interfície de control físic i/o lògic, connectat a un o més instruments musicals electrònics. La interfície de control més estesa és l'estàndard MIDI.
El seqüenciador és l'eina principal de composició, programació i control sobre els equips d'instrumentació electrònica musical (sintetitzadors, samplers, caixes de ritme, processadors de senyal, etc.).

## Orígens

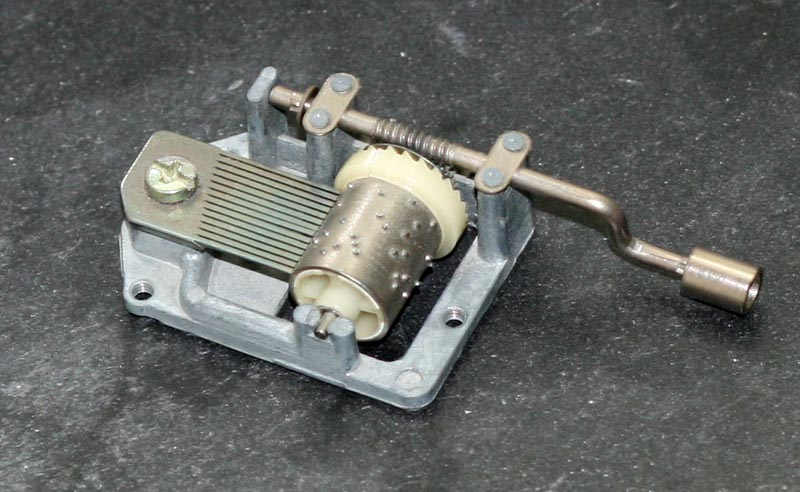
Mecanisme d'una capsa de música

Malgrat que l'origen del seqüenciador és eminentment electrònic, un dels seqüenciadors més bàsics i antics és la capsa de música. A partir de les petites dents que sobresurten d'un rodet giratori es fan sonar una sèrie de llengüetes metàl·liques afinades segons l'escala musical. La seqüència, doncs, es troba "gravada" al rodet giratori, que realment és una transcripció de la partitura en forma de dades (cada dent correspondria a un esdeveniment). Anàlogament al funcionament de la capsa de música és la pianola, sòls que en aquest cas la seqüència es troba al cartró perforat.

Els primers seqüenciadors electrònics van aparèixer als anys 70 i eren analògics, igual que els primers sintetitzadors. La interfície que feien servir era l'anomenat CV/Gate o control per voltatge i consistia a enviar impulsos de corrent continu, amb un nivell de tensió en funció de l'altura de nota. Eren molt limitats i feixucs de programar; sols permetien controlar un o dos aparells a la vegada i tenien pocs compassos disponibles. 

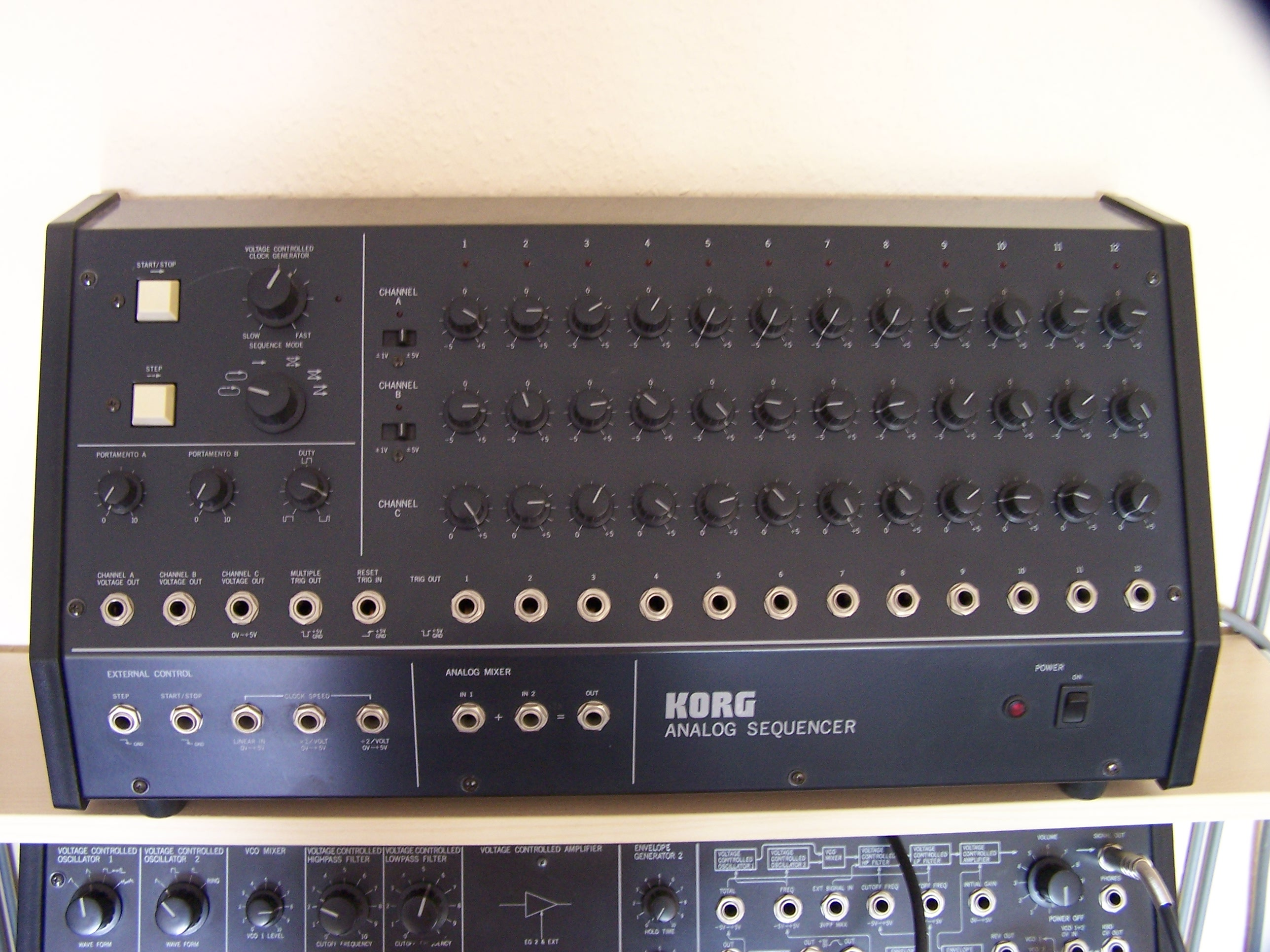
Seqüenciador analògic Korg model SQ10. A sota es pot veure la primera renglera de controls d'un sintetitzador Korg MS20.

 L'aparició del sistema MIDI el 1983 i l'avanç de la tecnologia digital en matèria musical va suposar una veritable revolució. Fou en aquest punt quan van començar a comercialitzar-se els primers seqüenciadors digitals (físics) i programes seqüenciadors per a ordinadors, que han anant guanyant complexitat i prestacions amb el pas dels anys.

## Funcionament (programari)

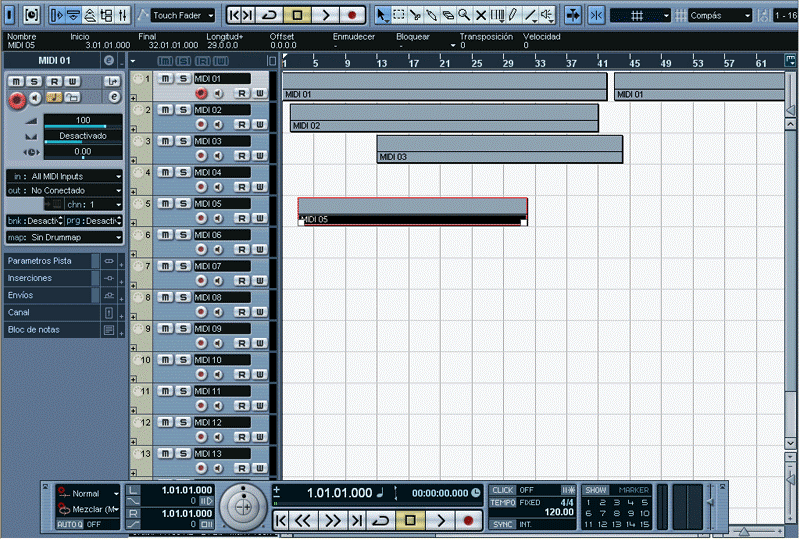
Secció principal

El funcionament bàsic d'un seqüenciador en forma d'aplicació informàtica passa per una secció principal on es visualitzen totes les pistes. Aquín cada pista correspon a un so o a una font sonora i els paràmetres que les afecten de forma global com el volum, l'entonació, el panorama, o el canal MIDI, així com els controls de reproducció (play, stop, loop, tempo, etc.) i les funcions bàsiques de copiar i enganxar, mute (silenciar), moure part, fusionar parts, etc. Pel que fa a l'edició, es troba diverses seccions, essent les més rellevants el rodet de piano, la partitura i la llista d'esdeveniments.
Rodet de piano – la forma d'edició més estesa. Consisteix en un teclat virtual adjunt a una quadrícula on es representen els compassos, que alhora estan subdividits en una quantització preestablerta (blanques, negres, corxeres, semicorxeres, etc.). La forma de compondre és dibuixant literalment les notes, variant l'altura i la duració sobre la quadrícula. Com s'aprecía el funcionament és molt semblant al d'una pianola.
Partitura – més estesa entre usuaris de formació clàssica i acadèmica. Com el nom indica la seva forma d'edició és sobre un pentagrama amb la simbologia pròpia del solfeig. Cal dir que tal com es va component, independentment de la forma d'edició, el programa crea automàticament la partitura corresponent.
Llista d'esdeveniments – el mateix codi font de programació. És útil a l'hora de modificar puntualment algun tipus d'esdeveniment en concret, sobretot els que no afecten a l'altura o a la duració de la nota (aftertouch, modulació, portamento, nivells d'efecte, etc.)

## Galeria

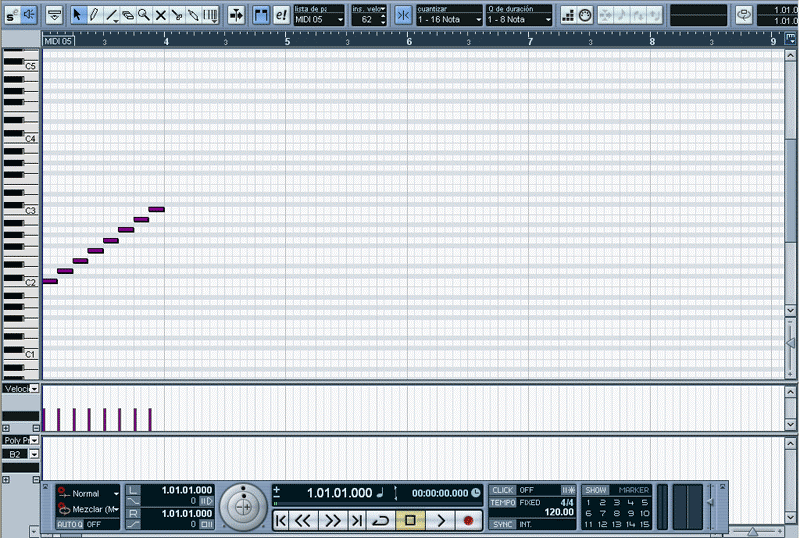
Secció rodet de piano amb una escala simple de do major quantitzada a corxeres
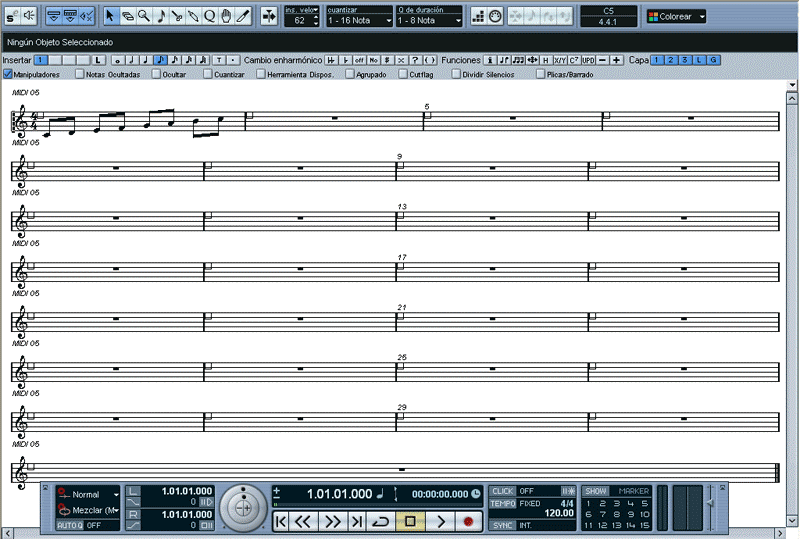
Secció partitura amb la seqüència anterior
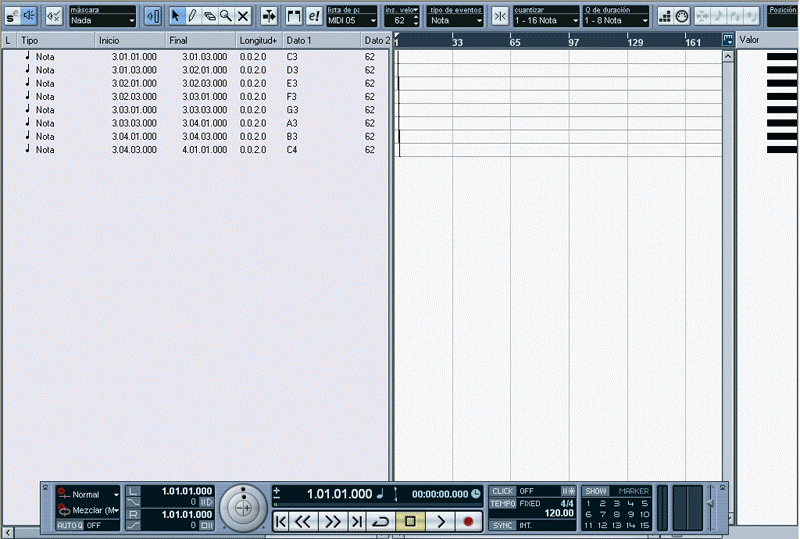
Secció llista d'esdeveniments amb la seqüència anterior

### Eix cronològic visual dels seqüenciadors
| (Instruments musicals) mecànics (abans del segle XX) |  | Rhythmicon (1930) |  | Caixa de ritmes (1959–) |  | Caixa de ritmes basada en transistors (1964–) |  | Caixa de ritmes step (1972–) |  | Caixa de ritmes digital (1980–) |  | Màquina de grooves (1981–) |  | "Page R" en Fairlight (1982) |  | Tracker (1987–) |  | Beat slicer (1990s–) | Seqüenciador de bucle (1998–) |  | Manipulació de notes en pistes d'àudio (2009–) |